# Formule 1 v roce 1974
Sezóna Formule 1 1974 byla 25. sezónou Mistrovství světa Formule 1, závodní série pořádané pod hlavičkou Mezinárodní automobilové federace (FIA). Sezóna zahrnovala 15. mistrovských a 3 nemistrovské závody. Mistrovství světa se konalo mezi 13. lednem a 6. říjnem.
Obhájce titulu Jackie Stewart v sezóně 1974 nezávodil, protože na konci předchozí sezóny oznámil svůj odchod. Emerson Fittipaldi (McLaren) a Clay Regazzoni (Ferrari) šli do posledního závodu šampionátu se stejným počtem bodů, ale Regazzoni v závodě propadl kvůli problémům s ovladatelností vozu a Fittipaldiho čtvrté místo mu zajistilo druhé vítězství v šampionátu jezdců. Byl to také první titul pro McLaren a první z mnoha titulů pro tým sponzorovaný cigaretovou značkou Marlboro.
V průběhu sezóny zemřeli dva jezdci Formule 1: Peter Revson zemřel během tréninku na Grand Prix Jihoafrické republiky a Helmut Koinigg během Grand Prix USA.

## Týmy a jezdci
| Účastník                                                                                      | Konstruktér             | Šasi        | Motor                             | Pneumatiky | Číslo | Jezdci                | Závody         |
| --------------------------------------------------------------------------------------------- | ----------------------- | ----------- | --------------------------------- | ---------- | ----- | --------------------- | -------------- |
| John Player Team Lotus                                                                        | Lotus-Ford              | 72E 76      | Ford Cosworth DFV 3,0 V8          | G          | 1     | Ronnie Peterson       | Vše            |
| John Player Team Lotus                                                                        | Lotus-Ford              | 72E 76      | Ford Cosworth DFV 3,0 V8          | G          | 2     | Jacky Ickx            | Vše            |
| John Player Team Lotus                                                                        | Lotus-Ford              | 72E 76      | Ford Cosworth DFV 3,0 V8          | G          | 31    | Tim Schenken          | 15             |
| Elf Team Tyrrell                                                                              | Tyrrell-Ford            | 005 006 007 | Ford Cosworth DFV 3,0 V8          | G          | 3     | Jody Scheckter        | Vše            |
| Elf Team Tyrrell                                                                              | Tyrrell-Ford            | 005 006 007 | Ford Cosworth DFV 3,0 V8          | G          | 4     | Patrick Depailler     | Vše            |
| Marlboro Team Texaco Yardley Team McLaren                                                     | McLaren-Ford            | M23         | Ford Cosworth DFV 3,0 V8          | G          | 5     | Emerson Fittipaldi    | Vše            |
| Marlboro Team Texaco Yardley Team McLaren                                                     | McLaren-Ford            | M23         | Ford Cosworth DFV 3,0 V8          | G          | 6     | Denny Hulme           | 1–3, 5–15      |
| Marlboro Team Texaco Yardley Team McLaren                                                     | McLaren-Ford            | M23         | Ford Cosworth DFV 3,0 V8          | G          | 33    | Mike Hailwood         | 1–11           |
| Marlboro Team Texaco Yardley Team McLaren                                                     | McLaren-Ford            | M23         | Ford Cosworth DFV 3,0 V8          | G          | 33    | David Hobbs           | 12–13          |
| Marlboro Team Texaco Yardley Team McLaren                                                     | McLaren-Ford            | M23         | Ford Cosworth DFV 3,0 V8          | G          | 33    | Jochen Mass           | 14–15          |
| Marlboro Team Texaco Yardley Team McLaren                                                     | McLaren-Ford            | M23         | Ford Cosworth DFV 3,0 V8          | G          | 56    | Denny Hulme           | 4              |
| Motor Racing Developments                                                                     | Brabham-Ford            | BT42 BT44   | Ford Cosworth DFV 3,0 V8          | G          | 7     | Carlos Reutemann      | Vše            |
| Motor Racing Developments                                                                     | Brabham-Ford            | BT42 BT44   | Ford Cosworth DFV 3,0 V8          | G          | 8     | Richard Robarts       | 1–3            |
| Motor Racing Developments                                                                     | Brabham-Ford            | BT42 BT44   | Ford Cosworth DFV 3,0 V8          | G          | 8     | Rikky von Opel        | 4–9            |
| Motor Racing Developments                                                                     | Brabham-Ford            | BT42 BT44   | Ford Cosworth DFV 3,0 V8          | G          | 8     | Carlos Pace           | 10–15          |
| Motor Racing Developments                                                                     | Brabham-Ford            | BT42 BT44   | Ford Cosworth DFV 3,0 V8          | G          | 34    | Teddy Pilette         | 5              |
| March Engineering Beta Utensili                                                               | March-Ford              | 741         | Ford Cosworth DFV 3,0 V8          | G          | 9     | Hans-Joachim Stuck    | 1–6, 8–15      |
| March Engineering Beta Utensili                                                               | March-Ford              | 741         | Ford Cosworth DFV 3,0 V8          | G          | 9     | Reine Wisell          | 7              |
| March Engineering Beta Utensili                                                               | March-Ford              | 741         | Ford Cosworth DFV 3,0 V8          | G          | 10    | Howden Ganley         | 1–2            |
| March Engineering Beta Utensili                                                               | March-Ford              | 741         | Ford Cosworth DFV 3,0 V8          | G          | 10    | Vittorio Brambilla    | 3–15           |
| Scuderia Ferrari SpA SEFAC                                                                    | Ferrari                 | 312B3-74    | Ferrari 001/11 3,0 F12            | G          | 11    | Clay Regazzoni        | Vše            |
| Scuderia Ferrari SpA SEFAC                                                                    | Ferrari                 | 312B3-74    | Ferrari 001/11 3,0 F12            | G          | 12    | Niki Lauda            | Vše            |
| Team BRM                                                                                      | BRM                     | P160E P201  | BRM P142 3,0 V12 BRM P200 3,0 V12 | F          | 14    | Jean-Pierre Beltoise  | Vše            |
| Team BRM                                                                                      | BRM                     | P160E P201  | BRM P142 3,0 V12 BRM P200 3,0 V12 | F          | 15    | Henri Pescarolo       | 1–11, 13       |
| Team BRM                                                                                      | BRM                     | P160E P201  | BRM P142 3,0 V12 BRM P200 3,0 V12 | F          | 15    | Chris Amon            | 14–15          |
| Team BRM                                                                                      | BRM                     | P160E P201  | BRM P142 3,0 V12 BRM P200 3,0 V12 | F          | 37    | François Migault      | 1–6, 8–11, 13  |
| UOP Shadow Racing                                                                             | Shadow-Ford             | DN1 DN3     | Ford Cosworth DFV 3,0 V8          | G          | 16    | Peter Revson          | 1–2            |
| UOP Shadow Racing                                                                             | Shadow-Ford             | DN1 DN3     | Ford Cosworth DFV 3,0 V8          | G          | 16    | Brian Redman          | 4–6            |
| UOP Shadow Racing                                                                             | Shadow-Ford             | DN1 DN3     | Ford Cosworth DFV 3,0 V8          | G          | 16    | Bertil Roos           | 7              |
| UOP Shadow Racing                                                                             | Shadow-Ford             | DN1 DN3     | Ford Cosworth DFV 3,0 V8          | G          | 16    | Tom Pryce             | 8–15           |
| UOP Shadow Racing                                                                             | Shadow-Ford             | DN1 DN3     | Ford Cosworth DFV 3,0 V8          | G          | 17    | Jean-Pierre Jarier    | 1–2, 4–15      |
| Team Surtees Bang & Olufsen Team Surtees Memphis International Team Surtees                   | Surtees-Ford            | TS16        | Ford Cosworth DFV 3,0 V8          | F          | 18    | Carlos Pace           | 1–7            |
| Team Surtees Bang & Olufsen Team Surtees Memphis International Team Surtees                   | Surtees-Ford            | TS16        | Ford Cosworth DFV 3,0 V8          | F          | 18    | José Dolhem           | 9, 15          |
| Team Surtees Bang & Olufsen Team Surtees Memphis International Team Surtees                   | Surtees-Ford            | TS16        | Ford Cosworth DFV 3,0 V8          | F          | 18    | Derek Bell            | 10–14          |
| Team Surtees Bang & Olufsen Team Surtees Memphis International Team Surtees                   | Surtees-Ford            | TS16        | Ford Cosworth DFV 3,0 V8          | F          | 19    | Jochen Mass           | 1–11           |
| Team Surtees Bang & Olufsen Team Surtees Memphis International Team Surtees                   | Surtees-Ford            | TS16        | Ford Cosworth DFV 3,0 V8          | F          | 19    | Jean-Pierre Jabouille | 12             |
| Team Surtees Bang & Olufsen Team Surtees Memphis International Team Surtees                   | Surtees-Ford            | TS16        | Ford Cosworth DFV 3,0 V8          | F          | 19    | José Dolhem           | 13             |
| Team Surtees Bang & Olufsen Team Surtees Memphis International Team Surtees                   | Surtees-Ford            | TS16        | Ford Cosworth DFV 3,0 V8          | F          | 19    | Helmut Koinigg        | 14–15          |
| Team Surtees Bang & Olufsen Team Surtees Memphis International Team Surtees                   | Surtees-Ford            | TS16        | Ford Cosworth DFV 3,0 V8          | F          | 30    | Dieter Quester        | 12             |
| Frank Williams Racing Cars                                                                    | Iso-Marlboro-Ford       | FW          | Ford Cosworth DFV 3,0 V8          | F          | 20    | Arturo Merzario       | Vše            |
| Frank Williams Racing Cars                                                                    | Iso-Marlboro-Ford       | FW          | Ford Cosworth DFV 3,0 V8          | F          | 20    | Richard Robarts       | 7              |
| Frank Williams Racing Cars                                                                    | Iso-Marlboro-Ford       | FW          | Ford Cosworth DFV 3,0 V8          | F          | 21    | Tom Belsø             | 3–4, 7, 10     |
| Frank Williams Racing Cars                                                                    | Iso-Marlboro-Ford       | FW          | Ford Cosworth DFV 3,0 V8          | F          | 21    | Gijs van Lennep       | 5, 8           |
| Frank Williams Racing Cars                                                                    | Iso-Marlboro-Ford       | FW          | Ford Cosworth DFV 3,0 V8          | F          | 21    | Jean-Pierre Jabouille | 9              |
| Frank Williams Racing Cars                                                                    | Iso-Marlboro-Ford       | FW          | Ford Cosworth DFV 3,0 V8          | F          | 21    | Jacques Laffite       | 11–15          |
| Team Ensign Team Ensign with Theodore Racing Dempster International Team Ensign               | Ensign-Ford             | N174        | Ford Cosworth DFV 3,0 V8          | F          | 22    | Rikky von Opel        | 1              |
| Team Ensign Team Ensign with Theodore Racing Dempster International Team Ensign               | Ensign-Ford             | N174        | Ford Cosworth DFV 3,0 V8          | F          | 22    | Vern Schuppan         | 5–11           |
| Team Ensign Team Ensign with Theodore Racing Dempster International Team Ensign               | Ensign-Ford             | N174        | Ford Cosworth DFV 3,0 V8          | F          | 22    | Mike Wilds            | 12, 14-15      |
| Team Ensign Team Ensign with Theodore Racing Dempster International Team Ensign               | Ensign-Ford             | N174        | Ford Cosworth DFV 3,0 V8          | F          | 25    | Mike Wilds            | 13             |
| Scribante Lucky Strike Racing                                                                 | McLaren-Ford            | M23         | Ford Cosworth DFV 3,0 V8          | G          | 23    | Dave Charlton         | 3              |
| Trojan-Tauranac Racing                                                                        | Trojan-Ford             | T103        | Ford Cosworth DFV 3,0 V8          | F          | 23    | Tim Schenken          | 4, 6, 8, 10–12 |
| Trojan-Tauranac Racing                                                                        | Trojan-Ford             | T103        | Ford Cosworth DFV 3,0 V8          | F          | 29    | Tim Schenken          | 13             |
| Trojan-Tauranac Racing                                                                        | Trojan-Ford             | T103        | Ford Cosworth DFV 3,0 V8          | F          | 41    | Tim Schenken          | 5              |
| AAW Racing Team                                                                               | Surtees-Ford            | TS16        | Ford Cosworth DFV 3,0 V8          | F          | 23    | Leo Kinnunen          | 7, 9, 13       |
| AAW Racing Team                                                                               | Surtees-Ford            | TS16        | Ford Cosworth DFV 3,0 V8          | F          | 43    | Leo Kinnunen          | 10, 12         |
| AAW Racing Team                                                                               | Surtees-Ford            | TS16        | Ford Cosworth DFV 3,0 V8          | F          | 44    | Leo Kinnunen          | 5              |
| Hesketh Racing                                                                                | March-Ford Hesketh-Ford | 731 308     | Ford Cosworth DFV 3,0 V8          | F G        | 24    | James Hunt            | Vše            |
| Hesketh Racing                                                                                | March-Ford Hesketh-Ford | 731 308     | Ford Cosworth DFV 3,0 V8          | F G        | 31    | Ian Scheckter         | 12             |
| Maki Engineering                                                                              | Maki-Ford               | F101        | Ford Cosworth DFV 3,0 V8          | F          | 25    | Howden Ganley         | 10–11          |
| Embassy Racing with Graham Hill                                                               | Lola-Ford               | T370        | Ford Cosworth DFV 3,0 V8          | F          | 26    | Graham Hill           | Vše            |
| Embassy Racing with Graham Hill                                                               | Lola-Ford               | T370        | Ford Cosworth DFV 3,0 V8          | F          | 27    | Guy Edwards           | 1–2, 4–11      |
| Embassy Racing with Graham Hill                                                               | Lola-Ford               | T370        | Ford Cosworth DFV 3,0 V8          | F          | 27    | Peter Gethin          | 10             |
| Embassy Racing with Graham Hill                                                               | Lola-Ford               | T370        | Ford Cosworth DFV 3,0 V8          | F          | 27    | Rolf Stommelen        | 12–15          |
| John Goldie Racing with Hexagon John Goldie Racing with Radio Luxembourg Allied Polymer Group | Brabham-Ford            | BT42 BT44   | Ford Cosworth DFV 3,0 V8          | F          | 28    | John Watson           | Vše            |
| John Goldie Racing with Hexagon John Goldie Racing with Radio Luxembourg Allied Polymer Group | Brabham-Ford            | BT42 BT44   | Ford Cosworth DFV 3,0 V8          | F          | 34    | Carlos Pace           | 9              |
| John Goldie Racing with Hexagon John Goldie Racing with Radio Luxembourg Allied Polymer Group | Brabham-Ford            | BT42 BT44   | Ford Cosworth DFV 3,0 V8          | G          | 208   | Lella Lombardi        | 10             |
| Pinch Plant Ltd                                                                               | Lyncar-Ford             | 006         | Ford Cosworth DFV 3,0 V8          | F          | 29    | John Nicholson        | 10             |
| Team Gunston                                                                                  | Lotus-Ford              | 72E         | Ford Cosworth DFV 3,0 V8          | G          | 29    | Ian Scheckter         | 3              |
| Team Gunston                                                                                  | Lotus-Ford              | 72E         | Ford Cosworth DFV 3,0 V8          | G          | 30    | Paddy Driver          | 3              |
| Dalton-Amon International                                                                     | Amon-Ford               | AF101       | Ford Cosworth DFV 3,0 V8          | F          | 30    | Chris Amon            | 4, 6, 11       |
| Dalton-Amon International                                                                     | Amon-Ford               | AF101       | Ford Cosworth DFV 3,0 V8          | F          | 22    | Chris Amon            | 13             |
| Dalton-Amon International                                                                     | Amon-Ford               | AF101       | Ford Cosworth DFV 3,0 V8          | F          | 30    | Larry Perkins         | 11             |
| Dempster International Racing Team                                                            | March-Ford              | 731         | Ford Cosworth DFV 3,0 V8          | F          | 35    | Mike Wilds            | 10             |
| Scuderia Finotto                                                                              | Brabham-Ford            | BT42        | Ford Cosworth DFV 3,0 V8          | F          | 31    | Carlo Facetti         | 13             |
| Scuderia Finotto                                                                              | Brabham-Ford            | BT42        | Ford Cosworth DFV 3,0 V8          | F          | 32    | Helmut Koinigg        | 12             |
| Scuderia Finotto                                                                              | Brabham-Ford            | BT42        | Ford Cosworth DFV 3,0 V8          | F          | 43    | Gérard Larrousse      | 5, 9           |
| Blignaut Embassy Racing                                                                       | Tyrrell-Ford            | 004         | Ford Cosworth DFV 3,0 V8          | F          | 32    | Eddie Keizan          | 3              |
| Token Racing                                                                                  | Token-Ford              | RJ02        | Ford Cosworth DFV 3,0 V8          | F          | 32    | Ian Ashley            | 11             |
| Token Racing                                                                                  | Token-Ford              | RJ02        | Ford Cosworth DFV 3,0 V8          | F          | 35    | Ian Ashley            | 12             |
| Token Racing                                                                                  | Token-Ford              | RJ02        | Ford Cosworth DFV 3,0 V8          | F          | 42    | Tom Pryce             | 5              |
| Token Racing                                                                                  | Token-Ford              | RJ02        | Ford Cosworth DFV 3,0 V8          | F          | 42    | David Purley          | 10             |
| The Chequered Flag Racing with Richard Oaten                                                  | Brabham-Ford            | BT42        | Ford Cosworth DFV 3,0 V8          | G          | 42    | Ian Ashley            | 14–15          |
| Team Canada F1 Racing                                                                         | Brabham-Ford            | BT42        | Ford Cosworth DFV 3,0 V8          | G          | 50    | Eppie Wietzes         | 14             |
| Vel's Parnelli Jones Racing                                                                   | Parnelli-Ford           | VPJ4        | Ford Cosworth DFV 3,0 V8          | F          | 55    | Mario Andretti        | 14–15          |
| Penske Cars                                                                                   | Penske-Ford             | PC1         | Ford Cosworth DFV 3,0 V8          | G          | 66    | Mark Donohue          | 14–15          |

### Změny před sezónou
Během zimní přestávky došlo k poměrně velkému počtu změn mezi jezdci:
- Po vítězství v šampionátu v roce 1972, ale poté, co se ve druhé polovině sezóny 1973 trápil, Emerson Fittipaldi odešel z Lotusu do McLarenu. Mike Hailwood se přestěhoval ze Surtees, aby zaujal místo jeho týmového kolegy. Fittipaldiho místo v Lotusu zaujal Jacky Ickx z Ferrari.
- Nový šéf Ferrari Luca di Montezemolo podepsal oba jezdce BRM z roku 1973, Claye Regazzoniho a Nikiho Laudu. Bývalý jezdec Ferrari Arturo Merzario našel místo ve Williamsu (zapsán jako Iso-Marlboro), zatímco BRM najal Henriho Pescarola a Françoise Migaulta vedle Jeana-Pierra Beltoise, který u týmu zůstal.
- Poté, co Francois Cevert zemřel a Jackie Stewart odešel, tak Tyrrell podepsal Jodyho Schecktera z McLarenu a pilota Formule 2 Patricka Depaillera.
- Bývalý jezdec McLarenu Peter Revson našel místo v Shadow vedle Jeana-Pierra Jariera, který přišel z March. Poté, co v roce 1973 jezdil na částečný úvazek, odjel Jochen Mass celou sezónu za Surtees.
- Wilson Fittipaldi opustil Brabham, aby založil svůj vlastní tým F1 pro rok 1974. Richard Robarts zaplatil, aby zaujal místo v britském týmu.
- March povýšil jejich pilota Formule 2 Hanse-Joachima Stucka do jejich týmu Formule 1 vedle Howdena Ganleyho z Williamsu.
- Tým Grahama Hilla Embassy Racing vstoupil do sezóny se šasi od Lola poté, co přestal odebírat šasi od Shadow, které využíval v roce 1973. Tým Hesketh vstoupil do sezóny s vlastnoručně vyrobeným šasi poté, co v předchozí sezóně využíval šasi od March.

### Změny během sezóny
Během sezóny debutovalo pět týmů s vlastním šasi:
- Při Grand Prix Španělska debutoval Chris Amon se svým prvním vlastním šasi, ale později snahu vzdal a odešel do BRM.
- Ve stejném závodě Trojan-Tauranac Racing najal Tima Schenkena, aby řídil jejich vůz, který byl vyvinut z jejich šasi Formule 5000.
- Token Racing (název inspirovaný křestními jmény majitelů Tonyho a Kena) debutoval při Grand Prix Belgie s Tomem Prycem za volantem.
- Slavný americký závodní tým Penske vstoupil do Grand Prix Kanady a Grand Prix USA s vlastním šasi. K řízení byl najat Mark Donohue.
- Ve stejných dvou závodech nastoupil tým Parnelli Jones s vozem inspirovaným Lotusem 72, finančně podporovaným firmou Firestone a budoucím šampionem Mario Andrettim za volantem.

Toto jsou některé ze změn mezi jezdci v průběhu sezóny:
- March po dvou závodech nahradil Howdena Ganleyho pilotem Formule 2 Vittoriem Brambillou.
- Peter Revson zemřel během tréninku při Grand Prix Jihoafrické republiky, když jeho vůz Shadow utrpěl poruchu zavěšení a narazil do svodidel. Shadow následně najal jezdce Formule 5000 Briana Redmana, jezdce Formule 2 Bertila Roose a Toma Pryce, který debutoval na začátku sezóny s Tokenem.
- Richard Robarts byl propuštěn Brabhamem, když přišel lépe finančně zabezpečený Rikky von Opel. Carlos Pace přestoupil ze Surtees, aby dokončil sezónu v Brabhamu.
- Mike Hailwood opustil Formuli 1 poté, co těžce havaroval se svým McLarenem při Grand Prix Německa. David Hobbs se vrátil do Formule 1 po třech letech, aby převzal jeho místo, než Jochen Mass přestoupil z týmu Surtees.
- Helmut Koinigg zahynul během Grand Prix USA při nehodě připomínající Cevertovu nehodu na stejné trati o rok dříve. Když jeho auto narazilo do bariéry, při nárazu se rozlomilo a Koinigg byl sťat. Surtees snížil svůj provoz na jeden vůz pro příští sezónu.

## Kalendář
| Pořadí | Grand Prix                       | Okruh                                        | Datum        |
| ------ | -------------------------------- | -------------------------------------------- | ------------ |
| 1      | Grand Prix Argentiny             | Autódromo Oscar Alfredo Gálvez, Buenos Aires | 13. leden    |
| 2      | Grand Prix Brazílie              | Autodromo de Interlagos, São Paulo           | 27. leden    |
| 3      | Grand Prix Jihoafrické republiky | Kyalami Grand Prix Circuit, Midrand          | 30. březen   |
| 4      | Grand Prix Španělska             | Circuito Permanente Del Jarama, Madrid       | 28. duben    |
| 5      | Grand Prix Belgie                | Nivelles-Baulers, Nivelles                   | 12. květen   |
| 6      | Grand Prix Monaka                | Circuit de Monaco, Monte Carlo               | 26. květen   |
| 7      | Grand Prix Švédska               | Scandinavian Raceway, Anderstorp             | 9. červen    |
| 8      | Grand Prix Nizozemska            | Circuit Zandvoort, Zandvoort                 | 23. červen   |
| 9      | Grand Prix Francie               | Dijon-Prenois, Prenois                       | 7. červenec  |
| 10     | Grand Prix Velké Británie        | Brands Hatch, Kent                           | 20. červenec |
| 11     | Grand Prix Německa               | Nürburgring, Nürburg                         | 4. srpen     |
| 12     | Grand Prix Rakouska              | Österreichring, Spielberg                    | 18. srpen    |
| 13     | Grand Prix Itálie                | Autodromo Nazionale di Monza, Monza          | 8. září      |
| 14     | Grand Prix Kanady                | Mosport Park, Bowmanville                    | 22. září     |
| 15     | Grand Prix USA                   | Watkins Glen International, New York         | 6. říjen     |

### Změny v kalendáři
- Grand Prix Španělska byla přesunuta z Montjuïc do Jaramy v rámci střídání události mezi dvěma okruhy. Stejně tak byla Grand Prix Velké Británie byla přesunuta ze Silverstone do Brands Hatch.
- Grand Prix Nizozemska byla přesunuta z konce července na polovinu června.
- Grand Prix Francie byla přesunuta z Charade na nově vybudovaný okruh Dijon-Prenois.[1]

## Změny předpisů

### Technické předpisy
Byly nařízeny samotěsnící odlamovací palivové spojky, aby se snížilo riziko požáru při nehodách.

### Sportovní předpisy
- Sezóna 1974 byla první, ve které měly týmy stálá závodní čísla od závodu k závodu poté, co byl tento systém zaveden od Grand Prix Belgie 1973.[4] Čísla byla přidělována na základě umístění týmů v šampionátu konstruktérů v roce 1973. Od tohoto okamžiku si každý tým měnil čísla pouze v případě, že měl jezdce, který vyhrál mistrovství světa jezdců – vítězný jezdec získal číslo 1 a jeho týmový kolega číslo 2 a tým, který měl tato čísla dříve, přešel na nově uvolněná čísla. (Tím se stal rok 1974 anomálií, protože neexistoval žádný mistr světa, jelikož Jackie Stewart odešel. Ronnie Peterson získal číslo 1 jako lépe umístěný jezdec v týmu Lotus, který získal pohár mezi konstruktéry. Když se tato situace znovu objevila v letech 1993 a 1994, tak bylo použito číslo 0). Tento systém znamenal, že například Tyrrell, který už nikdy nezískal žádný titul, si udržoval čísla 3 a 4 až do změny systému číslování v roce 1996.
- Poprvé bylo přesně nařízeno, jak se mají jezdci seřadit na startovním roštu před startem závodu.[2][3]

## Výsledky a pořadí

### Grands Prix
| Pořadí | Grand Prix                       | Pole position      | Nejrychlejší kolo | Vítěz závodu       | Vítězný tým  | Pneumatiky | Výsledky |
| ------ | -------------------------------- | ------------------ | ----------------- | ------------------ | ------------ | ---------- | -------- |
| 1      | Grand Prix Argentiny             | Ronnie Peterson    | Clay Regazzoni    | Denny Hulme        | McLaren-Ford | G          | Výsledky |
| 2      | Grand Prix Brazílie              | Emerson Fittipaldi | Clay Regazzoni    | Emerson Fittipaldi | McLaren-Ford | G          | Výsledky |
| 3      | Grand Prix Jihoafrické republiky | Niki Lauda         | Carlos Reutemann  | Carlos Reutemann   | Brabham-Ford | G          | Výsledky |
| 4      | Grand Prix Španělska             | Niki Lauda         | Niki Lauda        | Niki Lauda         | Ferrari      | G          | Výsledky |
| 5      | Grand Prix Belgie                | Clay Regazzoni     | Denny Hulme       | Emerson Fittipaldi | McLaren-Ford | G          | Výsledky |
| 6      | Grand Prix Monaka                | Niki Lauda         | Ronnie Peterson   | Ronnie Peterson    | Lotus-Ford   | G          | Výsledky |
| 7      | Grand Prix Švédska               | Patrick Depailler  | Patrick Depailler | Jody Scheckter     | Tyrrell-Ford | G          | Výsledky |
| 8      | Grand Prix Nizozemska            | Niki Lauda         | Ronnie Peterson   | Niki Lauda         | Ferrari      | G          | Výsledky |
| 9      | Grand Prix Francie               | Niki Lauda         | Jody Scheckter    | Ronnie Peterson    | Lotus-Ford   | G          | Výsledky |
| 10     | Grand Prix Velké Británie        | Niki Lauda         | Niki Lauda        | Jody Scheckter     | Tyrrell-Ford | G          | Výsledky |
| 11     | Grand Prix Německa               | Niki Lauda         | Jody Scheckter    | Clay Regazzoni     | Ferrari      | G          | Výsledky |
| 12     | Grand Prix Rakouska              | Niki Lauda         | Clay Regazzoni    | Carlos Reutemann   | Brabham-Ford | G          | Výsledky |
| 13     | Grand Prix Itálie                | Niki Lauda         | Carlos Pace       | Ronnie Peterson    | Lotus-Ford   | G          | Výsledky |
| 14     | Grand Prix Kanady                | Emerson Fittipaldi | Niki Lauda        | Emerson Fittipaldi | McLaren-Ford | G          | Výsledky |
| 15     | Grand Prix USA                   | Carlos Reutemann   | Carlos Pace       | Carlos Reutemann   | Brabham-Ford | G          | Výsledky |

### Bodový systém
Body získalo šest nejlepších klasifikovaných jezdců. Mezinárodní pohár konstruktérů započítával pouze body jezdce s nejvyšším umístěním v každém závodě. Pro Mistrovství i Pohár se počítalo sedm nejlepších výsledků z kol 1-8 a šest nejlepších výsledků z kol 8-15.
Čísla bez závorek jsou mistrovské body a čísla v závorkách představují celkový počet získaných bodů. Body byly udělovány v následujícím systému:
| Umístění | 1. | 2. | 3. | 4. | 5. | 6. |
| -------- | -- | -- | -- | -- | -- | -- |
| Body     | 9  | 6  | 4  | 3  | 2  | 1  |
| Zdroj:   |    |    |    |    |    |    |

### Pořadí jedzců
| Poř. | Jezdec                | ARG | BRA | RSA | ESP | BEL | MON | SWE | NED | FRA | GBR | GER | AUT | ITA | CAN | USA | Body |
| ---- | --------------------- | --- | --- | --- | --- | --- | --- | --- | --- | --- | --- | --- | --- | --- | --- | --- | ---- |
| 1    | Emerson Fittipaldi    | 10  | 1   | 7   | 3   | 1   | 5   | 4   | 3   | Ret | 2   | Ret | Ret | 2   | 1   | 4   | 55   |
| 2    | Clay Regazzoni        | 3   | 2   | Ret | 2   | 4   | 4   | Ret | 2   | 3   | 4   | 1   | 5   | Ret | 2   | 11  | 52   |
| 3    | Jody Scheckter        | Ret | 13  | 8   | 5   | 3   | 2   | 1   | 5   | 4   | 1   | 2   | Ret | 3   | Ret | Ret | 45   |
| 4    | Niki Lauda            | 2   | Ret | 16  | 1   | 2   | Ret | Ret | 1   | 2   | 5   | Ret | Ret | Ret | Ret | Ret | 38   |
| 5    | Ronnie Peterson       | 13  | 6   | Ret | Ret | Ret | 1   | Ret | 8   | 1   | 10  | 4   | Ret | 1   | 3   | Ret | 35   |
| 6    | Carlos Reutemann      | 7   | 7   | 1   | Ret | Ret | Ret | Ret | 12  | Ret | 6   | 3   | 1   | Ret | 9   | 1   | 32   |
| 7    | Denny Hulme           | 1   | 12  | 9   | 6   | 6   | Ret | Ret | Ret | 6   | 7   | DSQ | 2   | 6   | 6   | Ret | 20   |
| 8    | James Hunt            | Ret | 9   | Ret | 10  | Ret | Ret | 3   | Ret | Ret | Ret | Ret | 3   | Ret | 4   | 3   | 15   |
| 9    | Patrick Depailler     | 6   | 8   | 4   | 8   | Ret | 9   | 2   | 6   | 8   | Ret | Ret | Ret | 11  | 5   | 6   | 14   |
| 10   | Mike Hailwood         | 4   | 5   | 3   | 9   | 7   | Ret | Ret | 4   | 7   | Ret | 15  |     |     |     |     | 12   |
| =    | Jacky Ickx            | Ret | 3   | Ret | Ret | Ret | Ret | Ret | 11  | 5   | 3   | 5   | Ret | Ret | 13  | Ret | 12   |
| 12   | Carlos Pace           | Ret | 4   | 11  | 13  | Ret | Ret | Ret |     | DNQ | 9   | 12  | Ret | 5   | 8   | 2   | 11   |
| 13   | Jean-Pierre Beltoise  | 5   | 10  | 2   | Ret | 5   | Ret | Ret | Ret | 10  | 12  | Ret | Ret | Ret | NC  | DNQ | 10   |
| 14   | Jean-Pierre Jarier    | Ret | Ret |     | Ret | 13  | 3   | 5   | Ret | 12  | Ret | 8   | 8   | Ret | Ret | 10  | 6    |
| =    | John Watson           | 12  | Ret | Ret | 11  | 11  | 6   | 11  | 7   | 16  | 11  | Ret | 4   | 7   | Ret | 5   | 6    |
| 16   | Hans-Joachim Stuck    | Ret | Ret | 5   | 4   | Ret | Ret |     | Ret | DNQ | Ret | 7   | 11  | Ret | Ret | DNQ | 5    |
| 17   | Arturo Merzario       | Ret | Ret | 6   | Ret | Ret | Ret | DNS | Ret | 9   | Ret | Ret | Ret | 4   | Ret | Ret | 4    |
| 18   | Vittorio Brambilla    |     |     | 10  | DNS | 9   | Ret | 10  | 10  | 11  | Ret | 13  | 6   | Ret | DNQ | Ret | 1    |
| =    | Graham Hill           | Ret | 11  | 12  | Ret | 8   | 7   | 6   | Ret | 13  | 13  | 9   | 12  | 8   | 14  | 8   | 1    |
| =    | Tom Pryce             |     |     |     |     | Ret |     |     | Ret | Ret | 8   | 6   | Ret | 10  | Ret | NC  | 1    |
| —    | Guy Edwards           | 11  | Ret |     | DNQ | 12  | 8   | 7   | Ret | 15  | DNQ | DNQ |     |     |     |     | 0    |
| —    | David Hobbs           |     |     |     |     |     |     |     |     |     |     |     | 7   | 9   |     |     | 0    |
| —    | Jochen Mass           | Ret | 17  | Ret | Ret | Ret |     | Ret | Ret | Ret | 14  | Ret |     |     | 16  | 7   | 0    |
| —    | Brian Redman          |     |     |     | 7   | 18  | Ret |     |     |     |     |     |     |     |     |     | 0    |
| —    | Mario Andretti        |     |     |     |     |     |     |     |     |     |     |     |     |     | 7   | DSQ | 0    |
| —    | Howden Ganley         | 8   | Ret |     |     |     |     |     |     |     | DNQ | DNQ |     |     |     |     | 0    |
| —    | Tom Belsø             |     |     | Ret | DNQ |     |     | 8   |     |     | DNQ |     |     |     |     |     | 0    |
| —    | Rikky von Opel        | DNS |     |     | Ret | Ret | DNQ | 9   | 9   | DNQ |     |     |     |     |     |     | 0    |
| —    | Henri Pescarolo       | 9   | 14  | 18  | 12  | Ret | Ret | Ret | Ret | Ret | Ret | 10  |     | Ret |     |     | 0    |
| —    | Chris Amon            |     |     |     | Ret |     | DNS |     |     |     |     | DNQ |     | DNQ | NC  | 9   | 0    |
| —    | Dieter Quester        |     |     |     |     |     |     |     |     |     |     |     | 9   |     |     |     | 0    |
| —    | Tim Schenken          |     |     |     | 14  | 10  | Ret |     | DNQ |     | Ret | DNQ | 10  | Ret |     | DSQ | 0    |
| —    | Helmut Koinigg        |     |     |     |     |     |     |     |     |     |     |     | DNQ |     | 10  | Ret | 0    |
| —    | Rolf Stommelen        |     |     |     |     |     |     |     |     |     |     |     | Ret | Ret | 11  | 12  | 0    |
| —    | Derek Bell            |     |     |     |     |     |     |     |     |     | DNQ | 11  | DNQ | DNQ | DNQ |     | 0    |
| —    | Mark Donohue          |     |     |     |     |     |     |     |     |     |     |     |     |     | 12  | Ret | 0    |
| —    | Ian Scheckter         |     |     | 13  |     |     |     |     |     |     |     |     | DNQ |     |     |     | 0    |
| —    | François Migault      | Ret | 16  | 15  | Ret | 16  | Ret |     | Ret | 14  | NC  | DNQ |     | Ret |     |     | 0    |
| —    | Ian Ashley            |     |     |     |     |     |     |     |     |     |     | 14  | NC  |     | DNQ | DNQ | 0    |
| —    | Gijs van Lennep       |     |     |     |     | 14  |     |     | DNQ |     |     |     |     |     |     |     | 0    |
| —    | Eddie Keizan          |     |     | 14  |     |     |     |     |     |     |     |     |     |     |     |     | 0    |
| —    | Richard Robarts       | Ret | 15  | 17  |     |     |     | DNS |     |     |     |     |     |     |     |     | 0    |
| —    | Vern Schuppan         |     |     |     |     | 15  | Ret | DSQ | DSQ | DNQ | DNQ | Ret |     |     |     |     | 0    |
| —    | Jacques Laffite       |     |     |     |     |     |     |     |     |     |     | Ret | NC  | Ret | 15  | Ret | 0    |
| —    | Teddy Pilette         |     |     |     |     | 17  |     |     |     |     |     |     |     |     |     |     | 0    |
| —    | Dave Charlton         |     |     | 19  |     |     |     |     |     |     |     |     |     |     |     |     | 0    |
| —    | Peter Revson          | Ret | Ret |     |     |     |     |     |     |     |     |     |     |     |     |     | 0    |
| —    | Leo Kinnunen          |     |     |     |     | DNQ |     | Ret |     | DNQ | DNQ |     | DNQ | DNQ |     |     | 0    |
| —    | Mike Wilds            |     |     |     |     |     |     |     |     |     | DNQ |     | DNQ | DNQ | DNQ | NC  | 0    |
| —    | Gérard Larrousse      |     |     |     |     | Ret |     |     |     | DNQ |     |     |     |     |     |     | 0    |
| —    | Paddy Driver          |     |     | Ret |     |     |     |     |     |     |     |     |     |     |     |     | 0    |
| —    | Reine Wisell          |     |     |     |     |     |     | Ret |     |     |     |     |     |     |     |     | 0    |
| —    | Bertil Roos           |     |     |     |     |     |     | Ret |     |     |     |     |     |     |     |     | 0    |
| —    | Peter Gethin          |     |     |     |     |     |     |     |     |     | Ret |     |     |     |     |     | 0    |
| —    | Eppie Wietzes         |     |     |     |     |     |     |     |     |     |     |     |     |     | Ret |     | 0    |
| —    | José Dolhem           |     |     |     |     |     |     |     |     | DNQ |     |     |     | DNQ |     | Ret | 0    |
| —    | Jean-Pierre Jabouille |     |     |     |     |     |     |     |     | DNQ |     |     | DNQ |     |     |     | 0    |
| —    | David Purley          |     |     |     |     |     |     |     |     |     | DNQ |     |     |     |     |     | 0    |
| —    | Lella Lombardi        |     |     |     |     |     |     |     |     |     | DNQ |     |     |     |     |     | 0    |
| —    | John Nicholson        |     |     |     |     |     |     |     |     |     | DNQ |     |     |     |     |     | 0    |
| —    | Larry Perkins         |     |     |     |     |     |     |     |     |     |     | DNQ |     |     |     |     | 0    |
| —    | Carlo Facetti         |     |     |     |     |     |     |     |     |     |     |     |     | DNQ |     |     | 0    |
| Poř. | Jezdec                | ARG | BRA | RSA | ESP | BEL | MON | SWE | NED | FRA | GBR | GER | AUT | ITA | CAN | USA | Body |

| Legenda k tabulce | Legenda k tabulce                                                                       |
| Barva             | Výsledek                                                                                |
| ----------------- | --------------------------------------------------------------------------------------- |
| Zlatá             | Vítěz                                                                                   |
| Stříbrná          | 2. místo                                                                                |
| Bronzová          | 3. místo                                                                                |
| Zelená            | Bodované umístění                                                                       |
| Modrá             | Nebodované umístění                                                                     |
| Modrá             | Dokončil neklasifikován (NC)                                                            |
| Fialová           | Odstoupil (Ret)                                                                         |
| Červená           | Nekvalifikoval se (DNQ)                                                                 |
| Červená           | Nepředkvalifikoval se (DNPQ)                                                            |
| Černá             | Diskvalifikován (DSQ)                                                                   |
| Bílá              | Nestartoval (DNS)                                                                       |
| Bílá              | Závod zrušen (C)                                                                        |
| Světle modrá      | Pouze trénoval (PO)                                                                     |
| Světle modrá      | Páteční testovací jezdec (TD)                                                           |
| Bez barvy         | Netrénoval (DNP)                                                                        |
| Bez barvy         | Vyřazen (EX)                                                                            |
| Bez barvy         | Nepřijel (DNA)                                                                          |
| Bez barvy         | Odvolal účast (WD)                                                                      |
| Bez barvy         | Nezúčastnil se (prázdné)                                                                |
| Označení          | Význam                                                                                  |
| Tučnost           | Pole position                                                                           |
| Kurzíva           | Nejrychlejší kolo                                                                       |
| †                 | Jezdec nedojel do cíle, ale byl klasifikován, protože odjel více než 90 % délky závodu. |
| ‡                 | Byl udělován poloviční počet bodů, protože bylo odjeto méně než 75 % délky závodu.      |
| Horní index       | Umístění bodujících jezdců ve sprintu                                                   |

FIA neudělila klasifikaci v šampionátu jezdcům, kteří nezískali žádné mistrovské body, a neuplatnila klasifikační systém na jezdce, kteří získali stejný počet mistrovských bodů.

### Pořadí konstruktérů
| Poř. | Konstruktér       | ARG | BRA | RSA | ESP | BEL | MON | SWE | NED | FRA | GBR | GER | AUT | ITA | CAN | USA | Body    |
| ---- | ----------------- | --- | --- | --- | --- | --- | --- | --- | --- | --- | --- | --- | --- | --- | --- | --- | ------- |
| 1    | McLaren-Ford      | 1   | 1   | 3   | 3   | 1   | (5) | 4   | 3   | 6   | 2   | 15  | 2   | 2   | 1   | 4   | 73 (75) |
| 2    | Ferrari           | 2   | 2   | 16  | 1   | 2   | 4   | Ret | 1   | 2   | 4   | 1   | 5   | Ret | 2   | 11  | 65      |
| 3    | Tyrrell-Ford      | 6   | 8   | 4   | 5   | 3   | 2   | 1   | 5   | 4   | 1   | 2   | Ret | 3   | 5   | 6   | 52      |
| 4    | Lotus-Ford        | 13  | 3   | 13  | Ret | Ret | 1   | Ret | 8   | 1   | 3   | 4   | Ret | 1   | 3   | Ret | 42      |
| 5    | Brabham-Ford      | 7   | 7   | 1   | 11  | 11  | 6   | 9   | 7   | 16  | 6   | 3   | 1   | 5   | 8   | 1   | 35      |
| 6    | Hesketh-Ford      |     |     | Ret | 10  | Ret | Ret | 3   | Ret | Ret | Ret | Ret | 3   | Ret | 4   | 3   | 15      |
| 7    | BRM               | 5   | 10  | 2   | 12  | 5   | Ret | Ret | Ret | 10  | 12  | 10  | Ret | Ret | NC  | 9   | 10      |
| 8    | Shadow-Ford       | Ret | Ret | WD  | 7   | 13  | 3   | 5   | Ret | 12  | 8   | 6   | 8   | 10  | Ret | 10  | 7       |
| 9    | March-Ford        | 8   | 9   | 5   | 4   | 9   | Ret | 10  | 10  | 11  | Ret | 7   | 6   | Ret | Ret | Ret | 6       |
| 10   | Iso-Marlboro-Ford | Ret | Ret | 6   | Ret | 14  | Ret | 8   | Ret | 9   | Ret | Ret | NC  | 4   | 15  | Ret | 4       |
| 11   | Surtees-Ford      | Ret | 4   | 11  | 13  | Ret | Ret | Ret | Ret | Ret | 14  | 11  | 9   | DNQ | 10  | Ret | 3       |
| 12   | Lola-Ford         | 11  | 11  | 12  | Ret | 8   | 7   | 6   | Ret | 13  | 13  | 9   | 12  | 8   | 11  | 8   | 1       |
| —    | Parnelli-Ford     |     |     |     |     |     |     |     |     |     |     |     |     |     | 7   | DSQ | 0       |
| —    | Trojan-Ford       |     |     |     | 14  | 10  | Ret |     | DNQ |     | Ret | DNQ | 10  | Ret |     |     | 0       |
| —    | Penske-Ford       |     |     |     |     |     |     |     |     |     |     |     |     |     | 12  | Ret | 0       |
| —    | Token-Ford        |     |     |     |     | Ret |     |     |     | WD  | DNQ | 14  | NC  |     |     |     | 0       |
| —    | Ensign-Ford       | DNS | WD  | WD  |     | 15  | Ret | DSQ | DSQ | DNQ | DNQ | Ret | DNQ | DNQ | DNQ | NC  | 0       |
| —    | Amon-Ford         |     |     |     | Ret | WD  | DNS | WD  |     |     |     | DNQ |     | DNQ |     |     | 0       |
| —    | Maki-Ford         |     |     |     |     |     | WD  |     |     |     | DNQ | DNQ |     |     |     |     | 0       |
| —    | Lyncar-Ford       |     |     |     |     | WD  |     |     |     |     | DNQ |     |     |     |     |     | 0       |
| Poř. | Konstruktér       | ARG | BRA | RSA | ESP | BEL | MON | SWE | NED | FRA | GBR | GER | AUT | ITA | CAN | USA | Body    |

| Legenda k tabulce | Legenda k tabulce                                                                       |
| Barva             | Výsledek                                                                                |
| ----------------- | --------------------------------------------------------------------------------------- |
| Zlatá             | Vítěz                                                                                   |
| Stříbrná          | 2. místo                                                                                |
| Bronzová          | 3. místo                                                                                |
| Zelená            | Bodované umístění                                                                       |
| Modrá             | Nebodované umístění                                                                     |
| Modrá             | Dokončil neklasifikován (NC)                                                            |
| Fialová           | Odstoupil (Ret)                                                                         |
| Červená           | Nekvalifikoval se (DNQ)                                                                 |
| Červená           | Nepředkvalifikoval se (DNPQ)                                                            |
| Černá             | Diskvalifikován (DSQ)                                                                   |
| Bílá              | Nestartoval (DNS)                                                                       |
| Bílá              | Závod zrušen (C)                                                                        |
| Světle modrá      | Pouze trénoval (PO)                                                                     |
| Světle modrá      | Páteční testovací jezdec (TD)                                                           |
| Bez barvy         | Netrénoval (DNP)                                                                        |
| Bez barvy         | Vyřazen (EX)                                                                            |
| Bez barvy         | Nepřijel (DNA)                                                                          |
| Bez barvy         | Odvolal účast (WD)                                                                      |
| Bez barvy         | Nezúčastnil se (prázdné)                                                                |
| Označení          | Význam                                                                                  |
| Tučnost           | Pole position                                                                           |
| Kurzíva           | Nejrychlejší kolo                                                                       |
| †                 | Jezdec nedojel do cíle, ale byl klasifikován, protože odjel více než 90 % délky závodu. |
| ‡                 | Byl udělován poloviční počet bodů, protože bylo odjeto méně než 75 % délky závodu.      |
| Horní index       | Umístění bodujících jezdců ve sprintu                                                   |

Výsledky závodů zobrazené tučně ve výše uvedené tabulce ukazují, že body byly uděleny a zachovány. Výsledky závodu uvedené v závorkách znamenají, že body byly uděleny, ale nebyly zachovány.
FIA neudělila klasifikaci v šampionátu konstruktérům, kteří nezískali žádné mistrovské body.

## Nemistrovské závody
Následující závody byly otevřené pro vozy Formule 1, ale nezapočítávaly se do mistrovství světa jezdců ve Formuli 1 ani do mistrovství světa konstruktérů ve Formuli 1.
| Závod                          | Okruh        | Datum      | Vítěz závodu       | Vítězný konstruktér |
| ------------------------------ | ------------ | ---------- | ------------------ | ------------------- |
| I Presidente Medici Grand Prix | Brasília     | 3. únor    | Emerson Fittipaldi | McLaren-Cosworth    |
| IX Race of Champions           | Brands Hatch | 17. březen | Jacky Ickx         | Lotus-Cosworth      |
| XXVI BRDC International Trophy | Silverstone  | 7. duben   | James Hunt         | Hesketh-Cosworth    |